# اوکراینین آرمور
اوکراینین آرمور (اوکراینی: Українська Броня) شرکت صنایع جنگ‌افزاری اوکراینی است، که در سال ۲۰۱۴ تأسیس شد.